# Volimo se (1960.)
 Ovo je glavno značenje pojma Volimo se (1960.). Za druga značenja pogledajte Let's Make Love (pjesma) i Listen to Death from Above.
Volimo se (eng. Let's Make Love), američka romantična filmska komedija i mjuzikl iz 1960. godine redatelja Georgea Cukora s Marilyn Monroe i Yvesom Montandom u glavnim ulogama. 

## Radnja
U New Yorku živi francuski bogataš Jean-Marc Clement. Doznao je da u jednom broadwayskom kazalištu namjeravaju izvesti predstavu u kojoj će ga ismijavati. Na to je otišao u kazalište. U kazalištu se događa zabuna. Misle da je neka osoba koja je došla na audiciju za ulogu Clementa te je dobio ulogu. Pokušava objasniti nesporazum, no svidi mu se privlačna plesačica i pjevačica Amanda pa se predomislio i odlučio pretvarati da je nepoznati glumac. Amandi se Clement doista sviđa, no ona je u vezi s glumcem, pjevačem i plesačem Alexanderom.

## Vanjske poveznice
- Rotten Tomatoes